# مركز ماريا لينك المائي

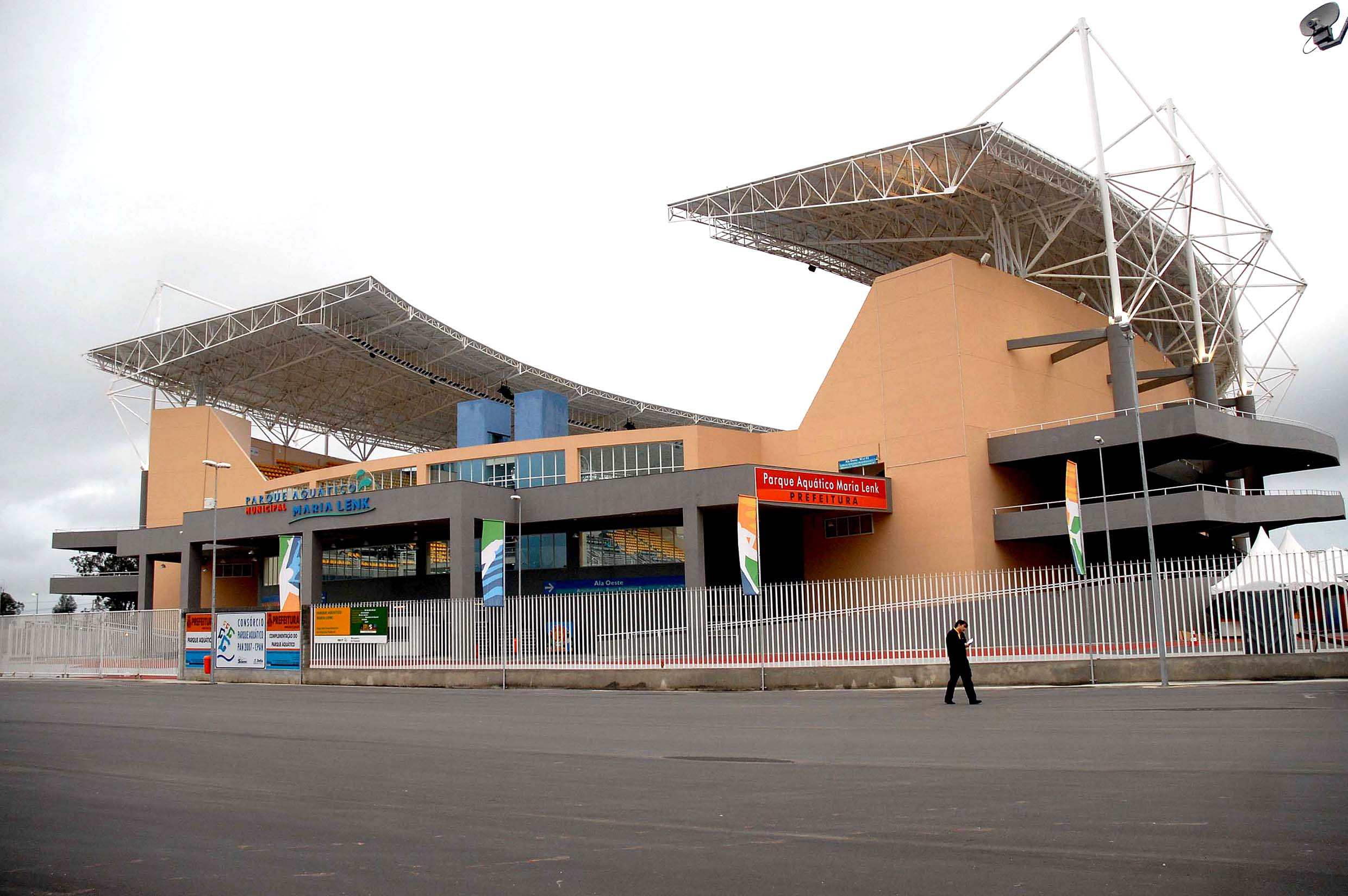
المركز في سنة 2007

مركز ماريا لينك المائي (بالبرتغالية: Parque Aquático Maria Lenk‏) هو مركز مائي يقع في مدينة ريو دي جانيرو البرازيلية. استضاف مسابقة الغطس والسباحة في دورة الألعاب الأمريكية 2007. تم تسميته بعد السباحة البرازيلية ماريا لينك والتي توفيت قبل أقل من ثلاثة أشهر على افتتاحه. سوف يستضيف مسابقة كرة الماء في الألعاب الأولمبية الصيفية 2016.